# Миятович, Игор
И́гор Мия́тович (нем. Igor Mijatović; 21 ноября 1992, Женева, Швейцария) — швейцарский футболист, нападающий.

## Клубная карьера
Миятович начал свою игровую карьеру в клубе «Беллинцона», за молодёжные команды которого он выступал с 2006 по 2010 год.
2 мая 2010 года нападающий дебютировал за основную команду, выйдя на замену в конце матча с «Базелем». Для получения игровой практики Игор был отдан в аренду на сезон 2010/11 в «Локарно», выступавший в Челлендж-лиге. Первый матч за клуб из Локарно Миятович провёл 26 июля 2010 против «Арау». 22 августа в игре с «Вадуцем» отличился забитым голом.
Так и не сумев пробить в основной состав, Миятович покинул «Беллинцону» и в июле 2012 года перешёл в «Бьяскези», выступавший в Швейцарской Первой лиге. Проведя один сезон в «Бьяскези», Миятович летом 2013 года стал свободным агентом. В летнее трансферное окно 2014 года присоединился к «Беллинцоне», которая после банкротства 2013 года заявилась для участия во 2 лиге Швейцарии.

## Карьера в сборной
Игор был включён в состав юношеской сборной Швейцарии (до 17 лет) на чемпионат мира в Нигерии. На турнире, ставшем победным для его сборной, Миятович сыграл 2 матча — на групповой стадии против сборной Бразилии и в полуфинале с колумбийцами.

## Достижения
Швейцария (до 17)
- Чемпион мира среди юношей не старше 17 лет (1): 2009